# Settimo Rottaro
Settimo Rottaro (piemonti nyelven Ël Seto Rojé) egy község Olaszországban, Torino megyében.